# Liochthonius neonominatus
Liochthonius neonominatus är en kvalsterart som beskrevs av Subías 2004. Liochthonius neonominatus ingår i släktet Liochthonius och familjen Brachychthoniidae. Inga underarter finns listade i Catalogue of Life.